# Martin Brimmer
Martin Brimmer (Roxbury, 8 giugno 1793 – 25 aprile 1847) è stato un imprenditore e politico statunitense, nono sindaco di Boston e membro della Camera dei rappresentanti del Massachusetts.

## Biografia
Nacque a Roxbury, in Massachusetts  l'8 giugno 1793 da Martin, un commerciante del molo,  e Sarah Watson.
Brimmer si laureò nel 1814 e morì il 25 aprile 1847.

### Vita privata
Martin sposò Harriet E Wadsworth di Geneseo, New York. Ebbero un figlio, Martin Brimmer (1829–1896), che fu per 26 anni presidente del Boston Museum of Fine Arts.

## Carriera politica e imprenditoriale
Iniziò la sua carriera lavorativa lavorando con Isaac Winslow a Long Wharf. Successivamente gestì una sala di conteggio, la Brimmer's Wharf.
Brimmer fu membro del Board of Aldermen of Boston dal 1º gennaio 1838 al 7 gennaio 1839 e della Camera dei rappresentanti del Massachusetts dal 1838 al 1839. Il 12 dicembre 1842 Brimmer fu eletto sindaco di Boston.